# کم‌فشار قطبی

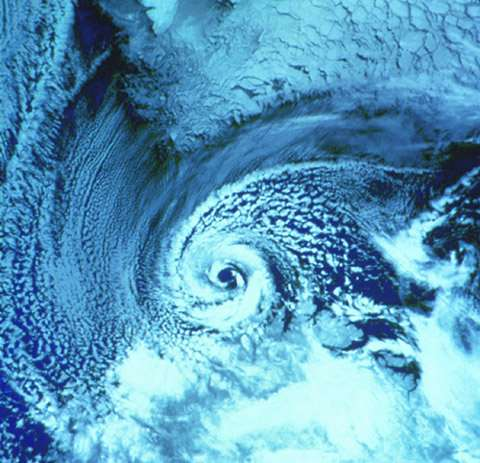
یک کم‌فشار قطبی بر روی دریای بارنتز در فوریه ۱۹۸۷

کم‌فشار قطبی (انگلیسی: Polar low) یک مرکز کم‌فشار کوتاه‌مدت اتمسفری میان‌مقیاس است که بر فراز مناطق اقیانوسی و به‌سمت رو به قطب جبهه قطبی اصلی در هر دو نیم‌کره شمالی و جنوبی و همچنین دریای ژاپن یافت می‌شود. این سامانه‌ها معمولاً دارای مقیاس طول افقی کمتر از ۱۰۰۰ کیلومتر هستند و بیش از چند روز وجود ندارند و بخشی از طبقه بزرگ‌تر سامانه‌های آب و هوایی میان‌مقیاس هستند.
تشخیص کم‌فشارهای قطبی با استفاده از گزارش‌های وضع هوای معمولی دشوار است و خطری برای عملیاتی مانند کشتیرانی و سکوهای گاز و نفت در عرض‌های جغرافیایی بالا هستند.
کم‌فشار قطبی با نام‌های دیگری مانند تاوه میان‌مقیاس قطبی، توفند شمالگان، کم‌فشار شمالگان و وافشار هوای سرد نیز شناخته می‌شود. امروزه این اصطلاح معمولاً برای سامانه‌های شدیدتر که بادهای نزدیک به سطح حداقل ۱۷ متر بر ثانیه دارند، به کار می‌رود.